# Каванья, Реми
Реми Каванья (фр. Rémi Cavagna; род. 10 августа 1995, Клермон-Ферран, Франция) — французский профессиональный шоссейный велогонщик, выступающий c 2017 года за команду «Deceuninck-Quick Step».

## Карьера

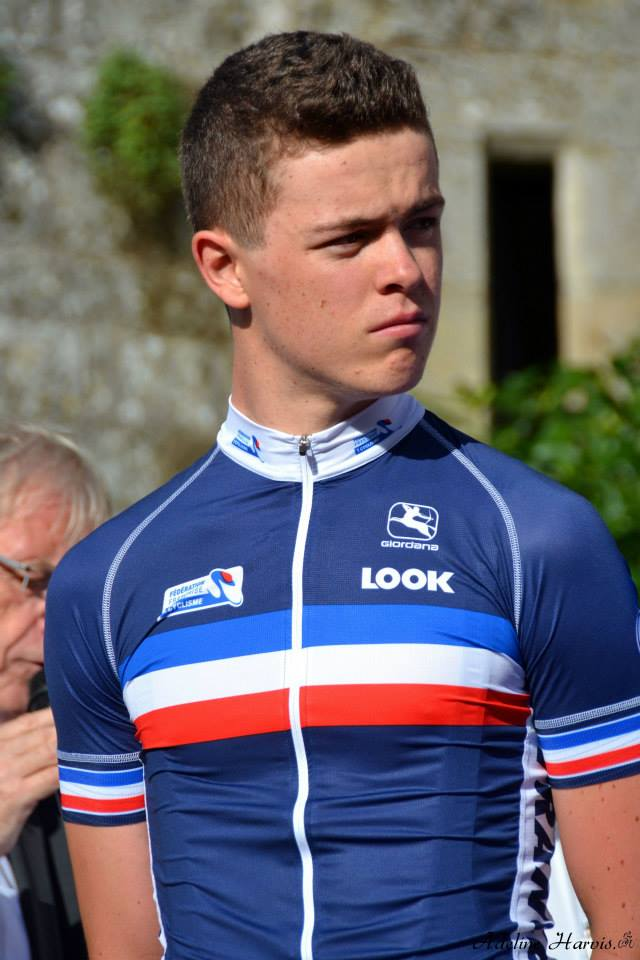
Реми Каванья на велогонке Trophée Centre Morbihan в 2013

## Достижения
2012
3-й  Чемпионат Франции по шоссейному велоспорту ИГ (юниоры)
2013
3-й Чемпионат Европы ИГ (юниоры)
3-й Trophée Centre Morbihan - ГК
1-й на этапе 2
5-й Chrono Champenois (юниоры)
2014
1-й  Чемпион в гонке с раздельным стартом на Национальном университетском чемпионате
2-й Чемпионат Франции по шоссейному велоспорту ИГ (U23)
2-й Chrono Champenois (U23)
2015
1-й  Чемпион Франции в гонке с раздельным стартом (U23)
8-й Чемпионат Европы ИГ (U23)
2016
1-й  Чемпион Франции в гонке с раздельным стартом (U23)
1-й  Тур Берлина (U23)
1-й на этапе 3а
1-й на этапе 5 Вольта Алентежу
1-й на этапе 1 Circuit des Ardennes
1-й на этапе 3 Course de Solidarnosc et des Champions Olympique
2-й Париж–Аррас Тур - ГК
1-й  - МК
1-й на этапе 3
3-й Чемпионат Европы ИГ (U23)
2017
2-й Тур Бельгии - ГК
6-й Бенш — Шиме — Бенш
2018
1-й Три дня Западной Фландрии
4-й Тур Гуанси
10-й Вуэльта Сан-Хуана
2019
1-й на этапе 3 Тур Калифорнии
| ГК | Генеральная классификация |
| МК | Молодёжная классификация  |

## Статистика выступлений на Гранд-турах
| Гонка           | 2018 | 2019 |
| --------------- | ---- | ---- |
| Джиро д’Италия  | 26   |      |
| Тур де Франс    | —    |      |
| Вуэльта Испании | —    |      |

| — | Не участвовал |